# Sesué
Sesué è un comune spagnolo di 134 abitanti situato nella comunità autonoma dell'Aragona.